# Liaoning Guangyuan
El Liaoning Guangyuan (en chino: 辽宁广原足球俱乐部) fue un equipo de fútbol de China que jugó en la S.League, la primera división de fútbol de Singapur.

## Historia
Fue fundado en 2007 en la ciudad de Queenstown como un equipo filial del Liaoning FC de la Super Liga China, por lo que su plantilla estaba compuesta rincipalmente por jugadores del equipo reserva y juveniles del Liaoning FC.
En su primera temporada en la liga el club terminó en décimo lugar entre 12 equipos.

### Escándalo de Arreglo de Partidos
A inicios del año 2008, medios de comunicación en Singapur reportaron que el presidente del club Wang Xin había sido arrestado por cargos relacionados al arreglo de partidos. En el caso también se vieron involucrados 8 jugadores a los cuales les fue decomisado su pasaporte por la investigación judicial. Debido a ello, la Asociación de Fútbol de Singapur decidió que el club en la temporada 2008 sería reemplazado por el Dalian Shide Siwu.
Las investigaciones reportaron que una fuente en China notificó a las autoridades que Wang Xin hacía las apuestas en un sitio web en China, preguntándoles a ciertos jugadores de manera individual sobre los goles que tenía que haber en los partidos que debían perder a propósito. El 16 de enero de 2008 Wang Xin apeló los cargos en su contra, pero la apelación fue rechazada.
Al final 7 jugadores del Liaoning Guangyuan aceptaron los cargos en su contra y admitieron haber recibido pagos de entre $1.200 a $4.000 en los juegos en los que Wang estaba involucrado. Li Xuebai, Li Zheng, Dong Lei, Peng Zhiyi, Tong Di y Zhao Zhipeng fueron sentenciados a 5 meses de cárcel, mientras que Wang Lin fue sentenciado a 4 meses de cárcel, y las fianzas para cada uno oscilaron entre los $2.200 y $6.200.